# Rąbień (gromada)
Rąbień – dawna gromada, czyli najmniejsza jednostka podziału terytorialnego Polskiej Rzeczypospolitej Ludowej w latach 1954–1972.
Gromady, z gromadzkimi radami narodowymi (GRN) jako organami władzy najniższego stopnia na wsi, funkcjonowały od reformy reorganizującej administrację wiejską przeprowadzonej jesienią 1954 do momentu ich zniesienia 1 stycznia 1973, tym samym wypierając organizację gminną w latach 1954–1972.
Gromadę Rąbień siedzibą GRN w Rąbieniu utworzono – jako jedną z 8759 gromad na obszarze Polski – w powiecie łódzkim w woj. łódzkim, na mocy uchwały nr 34/54 WRN w Łodzi z dnia 4 października 1954. W skład jednostki weszły obszary dotychczasowych gromad Antoniew, Budy Wolskie, Dąbrowa Krzywiec, Niesięcin (ze Rszewem), Piaskowa Góra, Rąbień, Rąbień AB, Romanów i Wola Grzymkowa ze zniesionej gminy Rąbień w tymże powiecie. Dla gromady ustalono 22 członków gromadzkiej rady narodowej.
Gromada przetrwała do końca 1972 roku, czyli do kolejnej reformy gminnej.